# マーチ・オブ・ザ・タッドポールズ
マーチ・オブ・ザ・タッドポールズ（March of the Tadpoles）は、秋吉敏子＝ルー・タバキンビッグバンドのアルバムである。

## 収録曲
全て穐吉敏子の作編曲である。箇条書きはソロオーダー。
1. マーチ・オブ・ザ・タッドポールズ (March of the Tadpoles)  - 6分55秒
  - ゲイル・フォスター (Gary Foster) （アルトサックス）
  - ルー・タバキン (Lew Tabackin) （テナーサックス）
  - ビル・ライケンバック (Bill Reichenbach) （トロンボーン）
2. モービル (Mobile)  - 5分21秒
  - ルー・タバキン (Lew Tabackin) （テナーサックス）
3. デラシネイテッド・フラワー (Deracinated Flower)  - 8分14秒
  - ボビー・シュー (Bobby Shew) （フリューゲルホルン）
  - ディック・スペンサー (Dick Spencer) （アルトサックス）
  - ルー・タバキン (Lew Tabackin) （テナーサックス）
  - ボビー・シュー (Bobby Shew) （フリューゲルホルン）
4. イエロー・イズ・メロー　(Yellow is Mellow)  - 8分54秒
  - ルー・タバキン (Lew Tabackin) （フルート）
  - スティーヴン・ハフステッター (Steven Huffsteter) （トランペット）
  - 穐吉敏子（ピアノ）
  - ルー・タバキン (Lew Tabackin) （テナーサックス）
  - スティーヴン・ハフステッター (Steven Huffsteter) （トランペット）
  - 穐吉敏子（ピアノ）
5. ノトーリアス・ツーリスト・フロム・イースト (Notorious Tourist from East)  - 7分35秒
  - トム・ピーターソン (Tom Peterson) （テナーサックス）
  - ルー・タバキン (Lew Tabackin) （ピッコロ）
  - エミール・リチャーズ (Emil Richards) （パーカッション）
  - トム・ピーターソン (Tom Peterson) （テナーサックス）
  - トム・ピーターソン (Tom Peterson) （テナーサックス）

## 演奏メンバー
- スティーヴン・ハフステッター (Steven Huffsteter)  - トランペット
- ボビー・シュー (Bobby Shew)  - トランペット
- マイク・プライス (Mike Price)  - トランペット
- リチャード・クーパー (Richard Cooper)  - トランペット
- チャーリー・ローパー (Charlie Loper)  - トロンボーン
- ビル・ライケンバック (Bill Reichenbach)  - トロンボーン
- リック・カルヴァー (Rick Culver)  - トロンボーン
- フィル・ティール (Phil Teele)  - バストロンボーン
- ゲイル・フォスター (Gary Foster)  - アルトサックス
- ディック・スペンサー (Dick Spencer)  - アルトサックス
- ルー・タバキン (Lew Tabackin)  - テナーサックス、フルート
- トム・ピーターソン (Tom Peterson)  - テナーサックス
- ビル・パーキンス (Bill Perkins)  - バリトンサックス
- ピーター・ドナルド (Peter Donald)  - ドラム
- ドン・ボールドウィン (Don Baldwin)  - ベース
- 穐吉敏子 - ピアノ
- エミール・リチャーズ (Emil Richards) （トラック5のみ） - パーカッション